# Rózsásfejű törpepapagáj
A rózsásfejű törpepapagáj (Agapornis roseicollis) a madarak osztályának a papagájalakúak (Psittaciformes) rendjébe, ezen belül a szakállaspapagáj-félék (Psittaculidae) családjába tartozó faj.

## Előfordulása
A Dél-afrikai Köztársaság, Namíbia és Angola területén honos. Száraz fás és cserjés szavannák lakója.

## Megjelenése

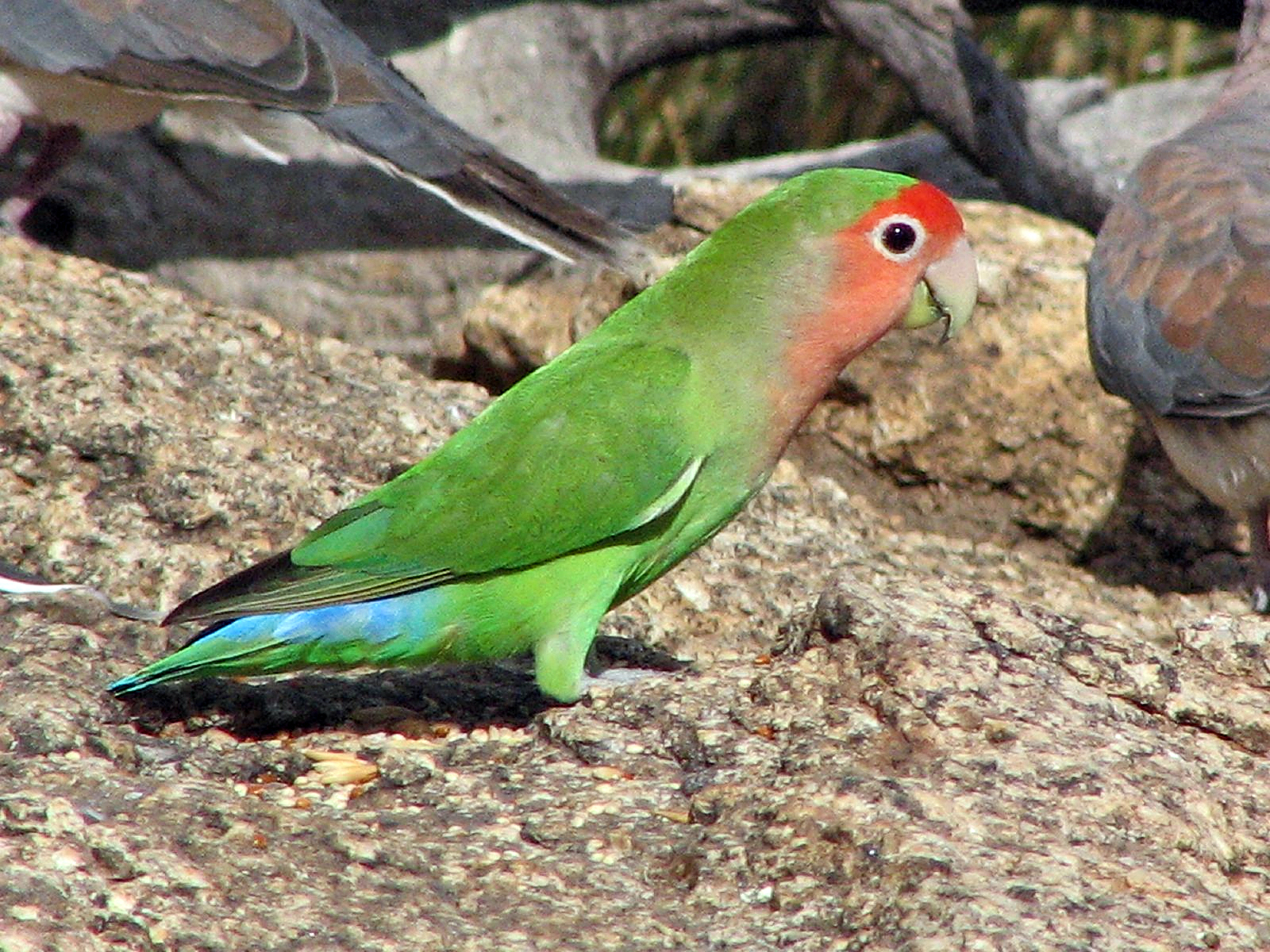

Hossza 16–17 centiméter, szárnyhossza 10 centiméter. A hím és a tojó külsőre csaknem egyforma. A hím alapszíne fényes világoszöld, a hasa sárgás. Feje és nyaka rózsaszínű, a homloka valamivel sötétebb. A háta zöld, a farkcsíkja kék. Evezőtollai feketék, az alsó szárnyfedők és a szárnyszegély zöld. Farka szintén zöld, a két középső tollat kivéve valamennyi farktoll tövén narancsszínű folt látható. A farktollak végei kékek, a jellegzetes fekete keresztcsík nála is megtalálható. Az írisze barna. Csőre halvány hússzínű, lába szürke. A tojó színei halványabbak, a homlokcsíkja kisebb, a farcsíkja is keskenyebb, fejének formája lekerekítettebb. Némelyik tojónál a nyak rózsaszínje szürkés árnyalatú. A tojó medencecsontján elöl néhány milliméternyi hézag van, míg a hímé összefüggő.

## Életmódja
Tápláléka magokból, rügyekből és levelekből áll.

## Szaporodása

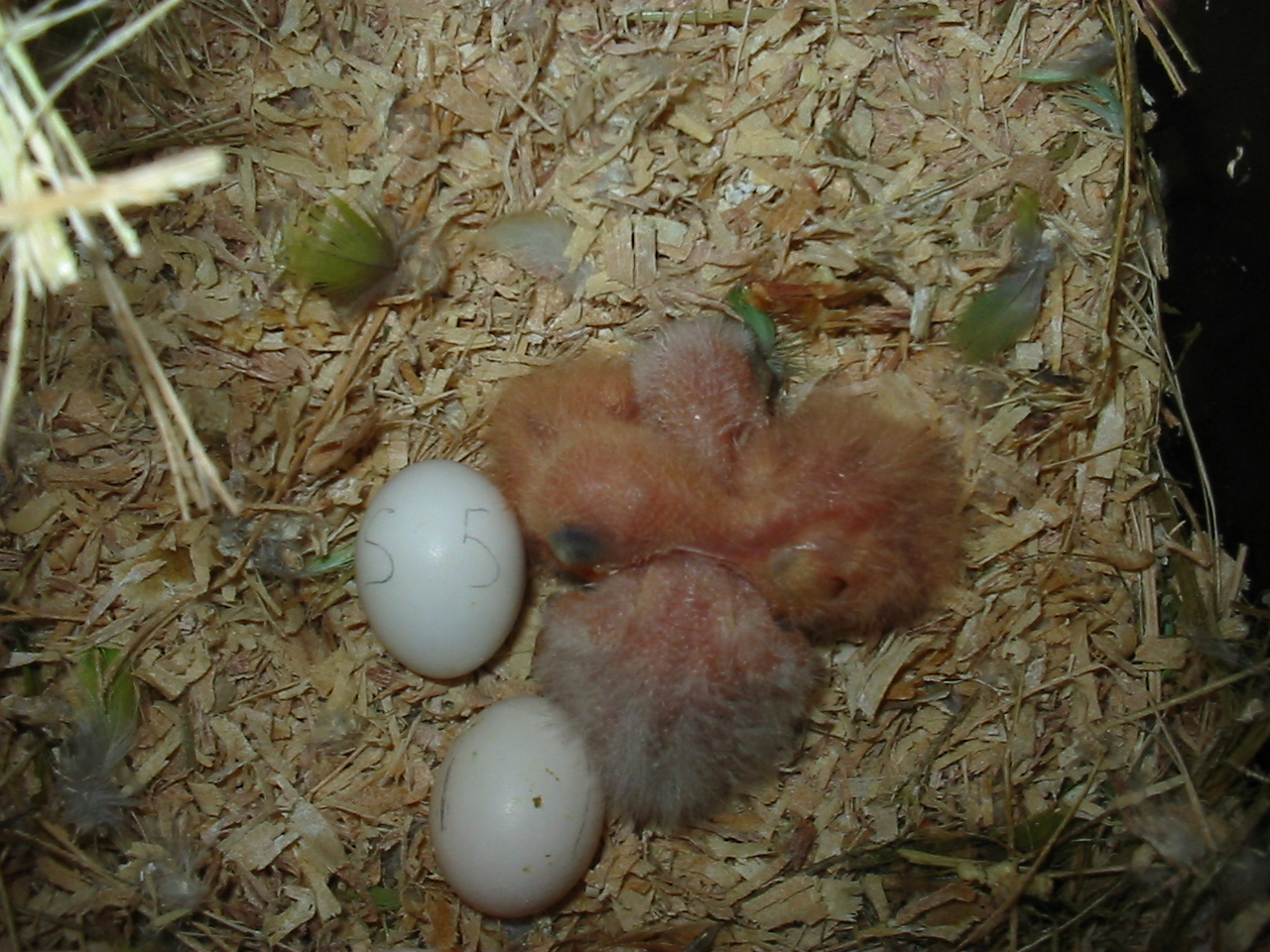
Tojások és fiókák

Dürgéskor a hím félkörívben röpköd a tojó felett. Izgalmuknak vakarózással adnak kifejezést. Amikor a tojó fogadásra kész, azt szárnyszétterpesztésével jelzi. A párzás több percen át tart. A fészekanyagot elsősorban a tojó hordja, a farcsík tollai között; a hím inkább az anyag aprításában vesz részt. Elég sok fészekanyagot használnak fel. Először az előfalat építik meg, azután a fészket beboltozzák. A fészek kibélelésére a legfinomabb anyagokat használják fel. 
Ahol lehetőségük van rá előszeretettel telepszenek meg egy-egy telepes veréb (Philetairus socius) kolónia valamelyik üresen álló fészkében.
A fészekalj 3-4 tojás, a költési idő 22 nap, a fészkelési idő 5-6 hét. Ezután a szülők a fiókákat még kb. két hétig odún kívül etetik.

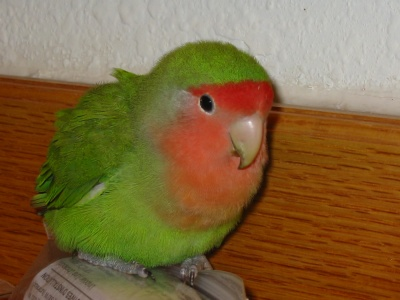